# Přehrada Naděje
Přehrada Naděje leží v Lužických horách, na katastru města Cvikov (hranice s obcí Mařenice probíhá právě po levém břehu nádrže), v hlubokém zalesněném údolí horního toku Hamerského potoka, pod severními svahy Suchého vrchu, 2,7 km jižně od Luže.

## Historie
První plány počítaly se stavbou již v letech 1932 až 1934. Stavba byla svěřena konsorciu firem, které zde zaměstnaly až 110 lidí. Práce byly komplikovány politickou situací v pohraničí, stavbou českého pohraničního opevnění (poblíž je řada řopíků), proto byly ukončeny až 19. července 1938 a 5. srpna 1938 bylo dílo firmami předáno majiteli pily Emamnuelu Hahmanovi.
Přehrada byla postavena v letech 1937 až 1938 jako zásobárna vody pro pohon Hamerského mlýna, který stál o 300 metrů dále. Také sloužila pro pohon Francisovy turbíny o výkonu 20 kW, poskytující energii pro pilu u osady Naděje. Po roce 1948 pila i mlýn zanikly a tak dnes slouží přehrada pouze k zadržení vody.

## Parametry díla
Hráz je dlouhá 92 metrů, v koruně široká 1,7 metru, v patě 6,7 metru. Zatopená plocha je 1,2 ha. Výška hráze nad skalnatým dnem je 9,5 metru. Je vyzděna křemencem vytěženém v lomu z 3 km vzdáleného Milštejna a místním znělcem. Součástí díla je vybetonovaný přeliv dlouhý 32,8 metru, dále spodní výpusť s průměrem 200 mm a také odběrné potrubí pro někdejší mlýn.
Asi 200 metrů nad přehradou je na přítoku vody vyzděná přehrázka, která brání zanášení nádrže naplaveninami. Pod hrází je 115 cm hluboký vývar zakončený prahem, z něj už voda teče lesem jako neregulovaný potok.

## Hydrologické údaje
Vodní nádrž shromažďuje vodu z povodí o rozloze 8,32 km², ve kterém je dlouhodobý roční průměr srážek 850 milimetrů. Průměrný roční průtok je 0,09 m³/s.
| N             | 1   | 5   | 10  | 50   | 100  |
| ------------- | --- | --- | --- | ---- | ---- |
| Průtok (m³/s) | 1,3 | 3,9 | 5,4 | 10,1 | 12,6 |

## Turistický ruch
Hladina přehrady, umožňující i koupání, mívá v létě zajímavé modrozelenavé zabarvení. Voda bývá i v létě velmi studená.
Po jižní straně přehrady, pod Suchým vrchem od jeho severní strany jsou vedeny značené turistické trasy: žlutá 6953, mezinárodní červená E10 včetně úseku dříve značeného 0329 a cyklotrasa 3061.

## Fotogalerie

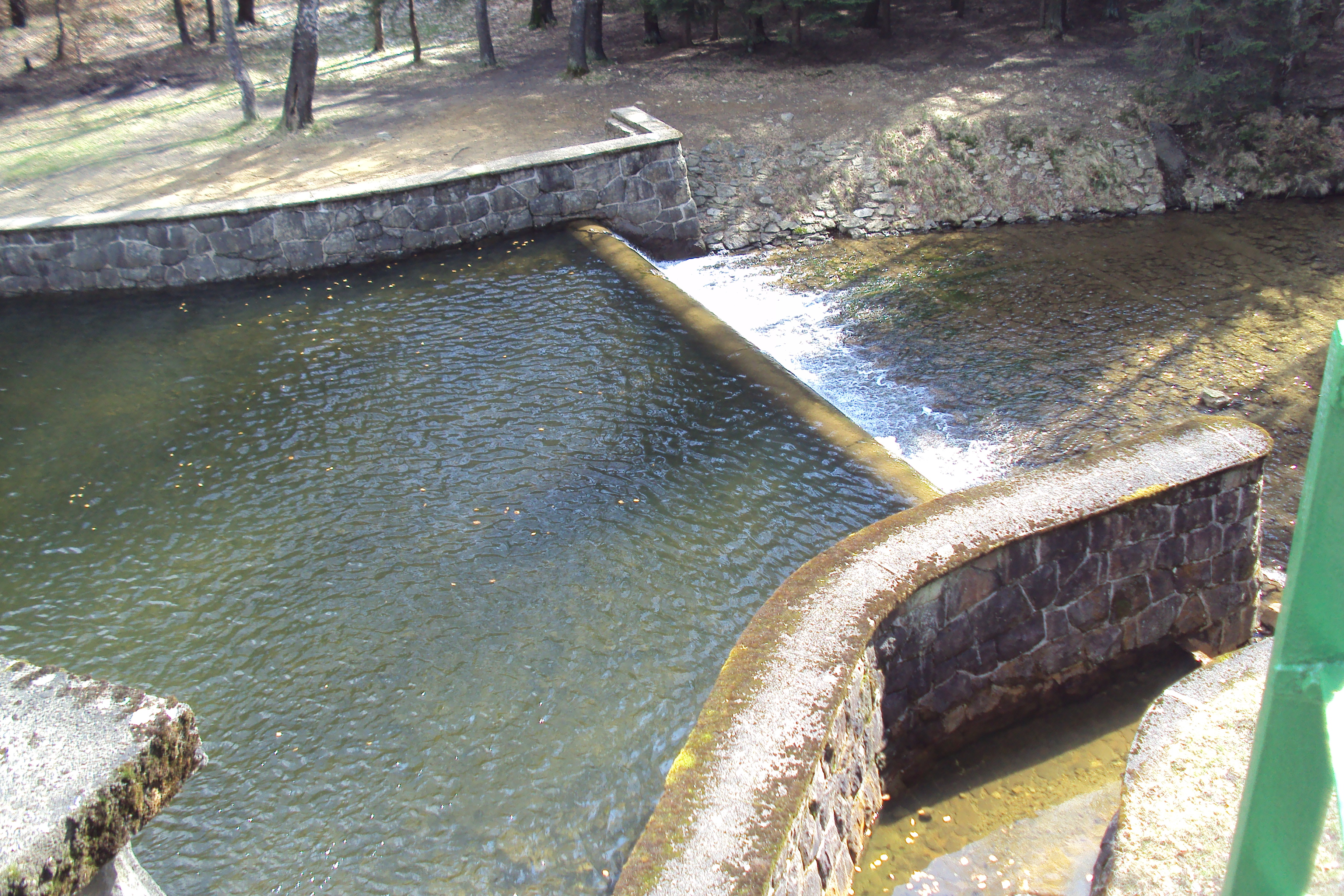
Vývar pod hrází
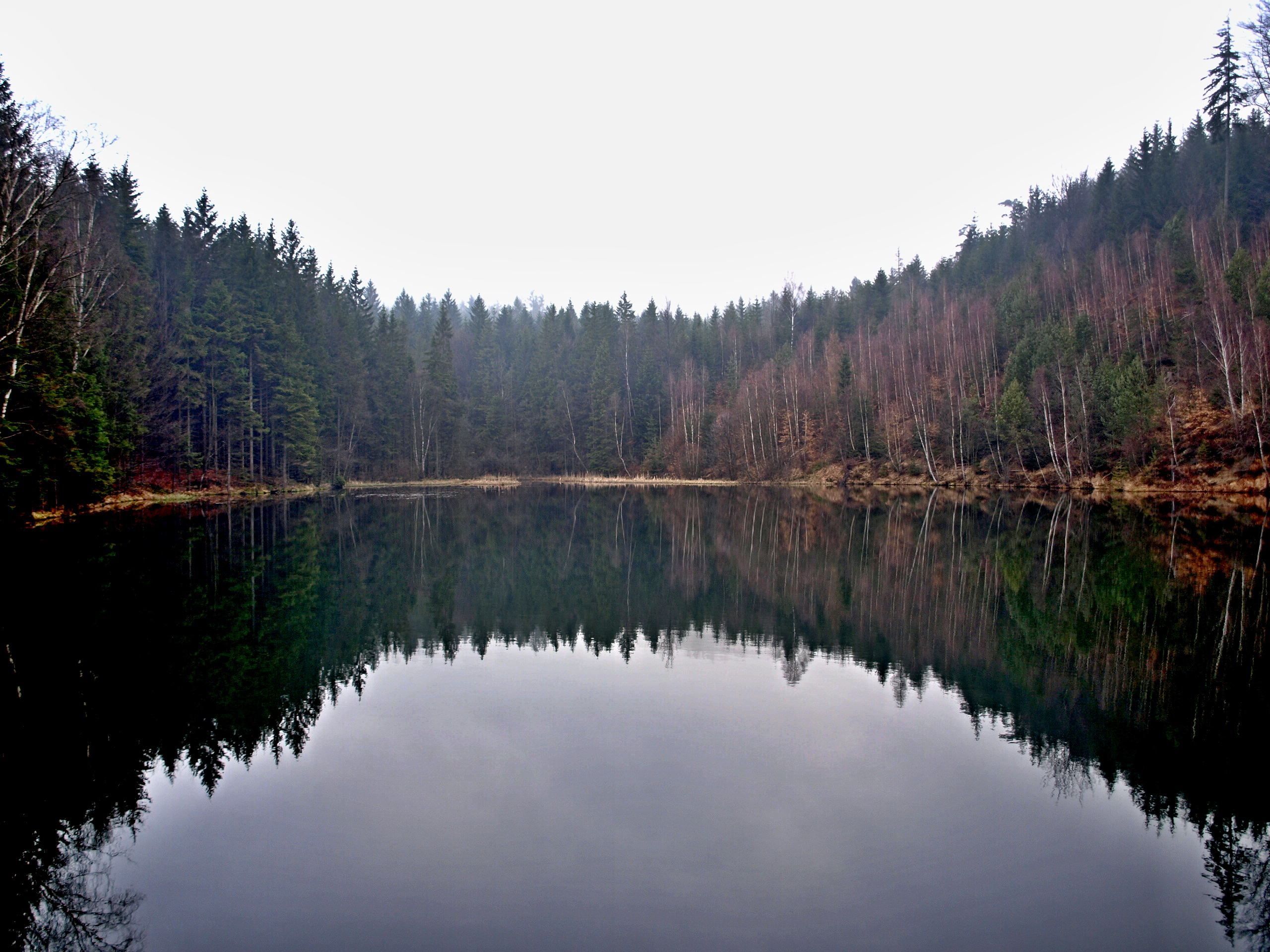
Vodní plocha přehrady
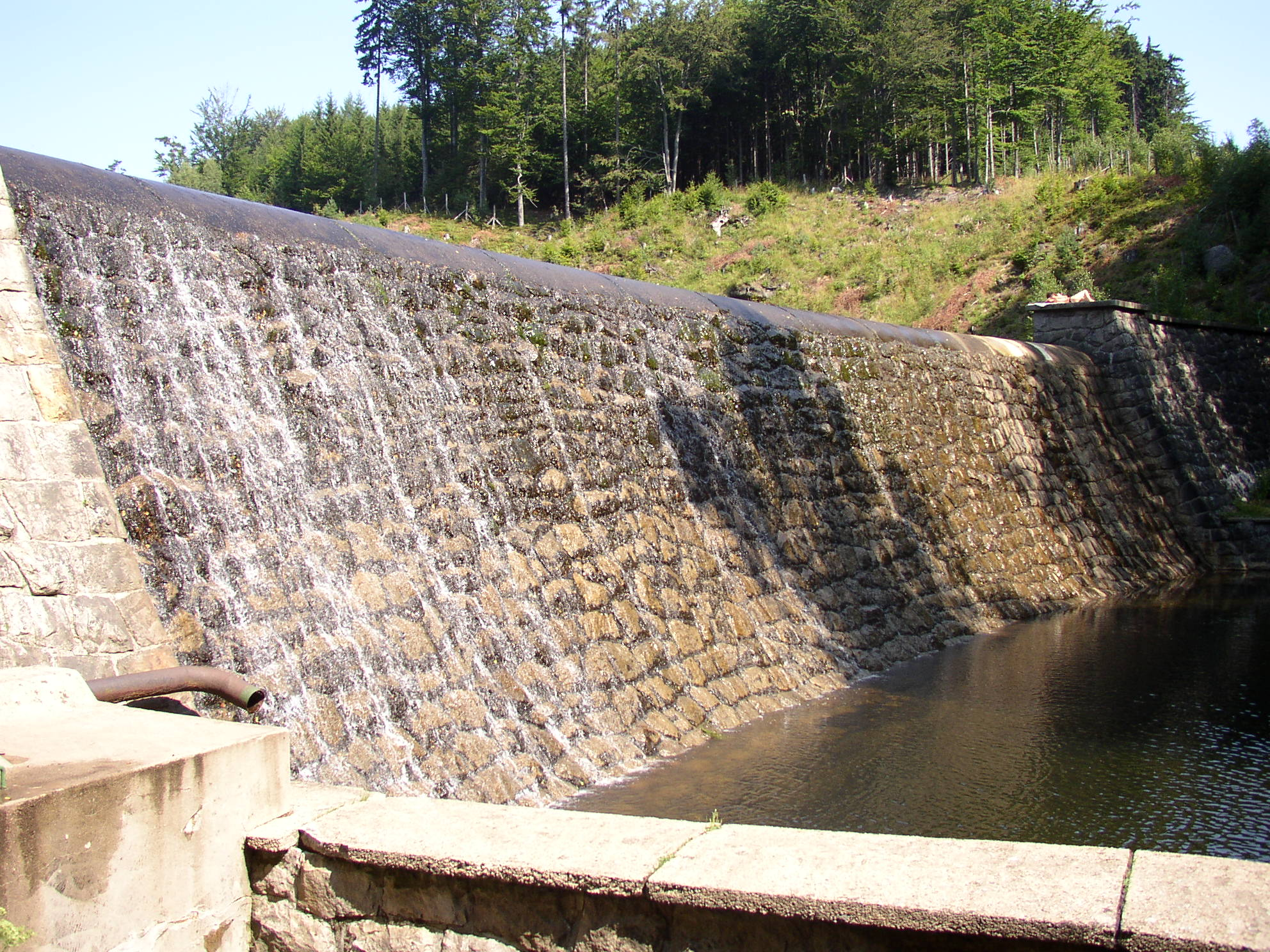
Hráz